# Terres de Bord
Terres de Bord é uma comuna francesa na região administrativa da Normandia, no departamento de Eure. Estende-se por uma área de 22.44 km². Em 2010 a comuna tinha 1 516 habitantes (densidade: 67,6 hab./km²).
Foi criada em 1 de janeiro de 2017, após a fusão das antigas comunas de Montaure (sede) e Tostes.